# (200239) 1999 VM76
(200239) 1999 VM76 es un asteroide perteneciente al cinturón de asteroides, descubierto el 5 de noviembre de 1999 por el equipo del Spacewatch desde el Observatorio Nacional de Kitt Peak, Arizona, Estados Unidos.

## Designación y nombre
Designado provisionalmente como 1999 VM76.

## Características orbitales
1999 VM76 está situado a una distancia media del Sol de 2,707 ua, pudiendo alejarse hasta 2,819 ua y acercarse hasta 2,596 ua. Su excentricidad es 0,041 y la inclinación orbital 3,003 grados. Emplea 1627,60 días en completar una órbita alrededor del Sol.

## Características físicas
La magnitud absoluta de 1999 VM76 es 16,7.